# Місячниця (мох)
Місячниця (Lunularia) — рід печіночників, який містить єдиний вид місячниця хрещата (Lunularia cruciata). Це єдиний рід родини місячницевих (Lunulariaceae). Належить до порядку Marchantiales (донедавна включався до порядку Lunulariales).

## Опис
L. cruciata поширена по всьому світу, зустрічається на континентах, включаючи Європу, Австралазію, Азію, Америку та Африку. Він зазвичай зустрічається в Західній Європі та походить із Середземноморського регіону, де частіше зустрічаються морфологічні форми статевого розмноження. Він також поширений у Каліфорнії, де зараз росте «дико», і відомий як інтродукований бур’ян у садах і теплицях Австралії. Елла Орр Кемпбелл вважала, що L. cruciata була завезена в Нову Зеландію десь після 1867 року. Спорофіти L. cruciata рідкісні, але їх можна знайти в європейських регіонах, а також у Південній Африці, Аргентині, Каліфорнії, Індії, Японії та Новій Зеландії.

## Середовище проживання та екологія
L. cruciata росте у вологих, затінених і порушених середовищах існування, таких як краї доріжок і стін. Може виступати індикатором поживних речовин, оскільки часто росте в лужному, евтрофному або високоевтрофному ґрунті. Інші середовища існування включають суглинок, валуни, бетон, відкриті коріння дерев, вкриті ґрунтом колоди та проміжки між камінням тротуарів. L. cruciata також росте як садовий бур'ян у садах, оранжереях і парках. L. cruciata чутлива до морозів і часто зустрічається біля води.

## Морфологія
L. cruciata вирощує великі, дихотомічно розгалужені зелені таломи з чашками гемми у формі півмісяця, що містять дископодібні гемми. Це унікальна морфологічна характеристика, якою не володіють інші талоїдні печіночники. Поверхня його талома блискуча, ледь помітна і всіяна дрібними повітряними порами. При висиханні талом набуває жовтуватого кольору, а його край закочується всередину.